# 建设街道 (鄂尔多斯市)
建设街道，是中华人民共和国内蒙古自治区鄂尔多斯市东胜区下辖的一个乡镇级行政单位。

## 行政区划
建设街道下辖以下地区：
新巷社区、桥西社区、新丰社区、育英社区、利民社区、民联社区、郝家圪卜社区、南湖社区和郝家圪卜村。